# Peter Hayes (hudebník)
Peter Hayes (* 11. února 1976 New York Mills, Minnesota) je americký rockový zpěvák a kytarista. Peter je současným a zakládajícím členem rockové kapely Black Rebel Motorcycle Club.

## Mládí
Hayes vyrůstal v Minnesotě, ve věku 15 let se dostal do potíží a bylo mu nařízeno domácí vězení. Během této doby se naučil hrát na kytaru, která patřila jeho matce, ta ho naučila jak správně vybrnkávat a hrát flamenco, což Hayese ovlivnilo stejně jako hudba Jimiho Hendrixe a Pink Floyd. Později se na škole potkal se svým budoucím spoluhráčem Robertem Levonem Beenem.

## The Brian Jonestown Massacre
Hayes hrál na kytaru a basovou kytaru kolem roku 1998 v kapele The Brian Jonestown Massacre. Podílel se s nimi na natáčení alba Give It Back!
Jako koncertně aktivní člen kapely The Brian Jonestown Massacre se Hayes objevuje v dokumentárním filmu DIG. Film měl premiéru v roce 2004 a dokumentuje fungování tehdy spřízněných kapel TBJM a The Dandy Warhols.

## Black Rebel Motorcycle Club
Peter Hayes je zakládajícím a současným členem alternativní rockové kapely Black Rebel Motorcycle Club.

## Diskografie

### Alba s The BJM
- Give It Back! (1997)

### Alba s B.R.M.C.
- B.R.M.C.(2001) UK #25
- Take Them On, On Your Own (2003) US #47, UK #3, AUS #34
- Howl(2005) US #90, UK #14, AUS #34
- Baby 81 (2007) US #46, UK #15, AUS #36
- The Effects of 333 (2008)
- Beat The Devil's Tattoo (2010)
- Specter At The Feast (2013)

### EP s B.R.M.C.
- Screaming Gun EP (říjen 2001)
- Howl Sessions EP (2005)
- Napster Live Session (2007)
- American X: Baby 81 Sessions EP (2007)

## Vybavení
Kytary:
- Několik kytar Gibson ES335's každá v jiném ladění
- Fender Thinline Deluxe Telecaster - nahrazen Gibsonem SG
- Gibson ES125 - ukradena
- Gibson J200 - alespoň dva různé kusy
- Gibson J45 - pravděpodobně sdílí s Robertem
- Delta King Dot Guitar[1]